# Thorismod
Thorismod (en latin, Turismodus, en gotique, Þaurismoþs) est un prince gépide du milieu du VIe siècle.
Mentionné par Paul Diacre dans son Histoire des Lombards, il est le fils et successeur désigné du roi Thorisind (Turismodus, Turisindi filius). Lors d'un conflit armé avec les Lombards (vers 552), il est tué en combat singulier lors de la bataille d'Asfeld par le prince Alboïn, fils d'Aldoin, roi des Lombards, qui le blesse à mort avec son épée. Sa mort provoque alors le découragement des troupes gépides et la victoire lombarde. C'est son frère Cunimond qui succède à Thorisind.

## Sources primaires
- Paul Diacre, Histoire des Lombards, L. I, XXIII-XXIV.